# Сутвара
Сутвара је насеље у општини Котор у Црној Гори. Према попису из 2003. било је 325 становника (према попису из 1991. било је 240 становника).
Село се налази у области Грбаљ.

## Демографија
У насељу Сутвара живи 227 пунолетних становника, а просечна старост становништва износи 35,3 година (34,3 код мушкараца и 36,3 код жена). У насељу има 80 домаћинстава, а просечан број чланова по домаћинству је 4,06.
Ово насеље је углавном насељено Србима (према попису из 2003. године), а у последња три пописа, примећен је пораст у броју становника.
|  |

| Демографија | Демографија | Демографија |
| Година      | Становника  | Становника  |
| ----------- | ----------- | ----------- |
|             |             |             |
|             |             |             |
|             |             |             |
|             |             |             |
| 1948.       | 132         |             |
| 1953.       | 133         |             |
| 1961.       | 139         |             |
| 1971.       | 133         |             |
| 1981.       | 114         |             |
| 1991.       | 240         | 236         |
| 2003.       | 327         | 325         |
|             |             |             |

| Етнички састав према попису из 2003.‍ | Етнички састав према попису из 2003.‍ | Етнички састав према попису из 2003.‍ | Етнички састав према попису из 2003.‍ | Етнички састав према попису из 2003.‍ |
| ------------------------------------ | ------------------------------------ | ------------------------------------ | ------------------------------------ | ------------------------------------ |
|                                      |                                      |                                      |                                      |                                      |
| Срби                                 | Срби                                 |                                      | 253                                  | 77,84%                               |
| Црногорци                            | Црногорци                            |                                      | 58                                   | 17,84%                               |
| Хрвати                               | Хрвати                               |                                      | 1                                    | 0,30%                                |
| непознато                            | непознато                            |                                      | 1                                    | 0,30%                                |

| Година пописа     | 1948. | 1953. | 1961. | 1971. | 1981. | 1991. | 2003. |
| ----------------- | ----- | ----- | ----- | ----- | ----- | ----- | ----- |
| Број домаћинстава | 23    | 24    | 30    | 31    | 31    | 63    | 80    |

| Број чланова      | 1  | 2 | 3 | 4  | 5  | 6  | 7 | 8 | 9 | 10 и више | Просек |
| ----------------- | -- | - | - | -- | -- | -- | - | - | - | --------- | ------ |
| Број домаћинстава | 80 | 8 | 9 | 12 | 19 | 17 | 9 | 2 | 2 | 2         | 0      |

| Пол    | Укупно | Неожењен/Неудата | Ожењен/Удата | Удовац/Удовица | Разведен/Разведена | Непознато |
| ------ | ------ | ---------------- | ------------ | -------------- | ------------------ | --------- |
| Мушки  | 118    | 33               | 81           | 2              | 1                  | 1         |
| Женски | 127    | 34               | 78           | 9              | 5                  | 1         |
| УКУПНО | 245    | 67               | 159          | 11             | 6                  | 2         |

| Пол    | Укупно                    | Пољопривреда, лов и шумарство | Рибарство                            | Вађење руде и камена | Прерађивачка индустрија       |
| ------ | ------------------------- | ----------------------------- | ------------------------------------ | -------------------- | ----------------------------- |
| Мушки  | 56                        | 1                             | 0                                    | 1                    | 4                             |
| Женски | 24                        | 0                             | 1                                    | 0                    | 3                             |
| УКУПНО | 80                        | 1                             | 1                                    | 1                    | 7                             |
| Пол    | Производња и снабдевање   | Грађевинарство                | Трговина                             | Хотели и ресторани   | Саобраћај, складиштење и везе |
| Мушки  | 5                         | 0                             | 11                                   | 6                    | 10                            |
| Женски | 0                         | 0                             | 8                                    | 6                    | 3                             |
| УКУПНО | 5                         | 0                             | 19                                   | 12                   | 13                            |
| Пол    | Финансијско посредовање   | Некретнине                    | Државна управа и одбрана             | Образовање           | Здравствени и социјални рад   |
| Мушки  | 0                         | 0                             | 7                                    | 1                    | 1                             |
| Женски | 0                         | 0                             | 0                                    | 0                    | 1                             |
| УКУПНО | 0                         | 0                             | 7                                    | 1                    | 2                             |
| Пол    | Остале услужне активности | Приватна домаћинства          | Екстериторијалне организације и тела | Непознато            | Непознато                     |
| Мушки  | 2                         | 0                             | 0                                    | 7                    | 7                             |
| Женски | 0                         | 0                             | 0                                    | 2                    | 2                             |
| УКУПНО | 2                         | 0                             | 0                                    | 9                    | 9                             |